# Flora Gomes
Flora Gomes ( Región de Tombali, Guinea-Bisáu, 31 de diciembre de 1949 ) cuyo nombre completo es  Florentino Gomes es un director y guionista de cine.

## Actividad profesional
Después de cursar la escuela secundaria estudió en el Instituto Cubano del Arte e Industria Cinematográficos en La Habana. En 1988 dirigió el largometraje Mortu Nega -La muerte me niega- del género de la docufiction. El filme trata sobre la historia de Diminga, una joven de treinta años que durante la guerra de la independencia de Guinea-Bisáu va al frente de lucha con su esposo. Fue el segundo largometraje filmado en el país y en el Festival de Cine de Venecia de 1988 fue galardonada con Menciones Especiales en los Premios C.I.C.A.E. y Elvira Notari.
En la escena final de Mortu Nega un ritual logra que acabe la sequía y los niños, la esperanza del futuro, bailan bajo un aguacero. Su siguiente largometraje Udju Azul di Yonta (1992) termina con una escena de intención similar: niños de Bissau bailando mientras atrás se ve el símbolo deshilachado de una generación revolucionaria desilusionada.
En 1996 dirigió Po di Sangui –que literalmente significa ‘bosque de sangre’ sobre su propio guion escrito en colaboración con Anita Fernandez que se exhibió en mayo de 1996 en Cannes y el 8 de noviembre de 1996 en Mar del Plata con el título de Un poco de sangre y se estrenó comercialmente el 13 de noviembre de 1996 en Francia. Según la crítica del sitio web Trigon Film, la película muestra la tragedia de toda una comunidad expulsada de su foresta y arrojada al camino del exilio, simbolizando mediante una fábula ecológica el futuro de una sociedad del Tercer Mundo y una reflexión sobre el papel de los africanos en el mundo, aportando así un mensaje de esperanza, el del renacimiento de una sociedad de entre sus cenizas.El filme estuvo nominado para seis premios en el Festival de Cannes y fue galardonado en el Festival de Cine de Cartago.
En 2002 se estrenó Nha fala, también exhibida como A Minha Voz, un filme musical que muestra que aunque las tradiciones tienen su valor y significado, no necesariamente deben mantenerse y acatarse para siempre y que con coraje todo es posible de realizar. La película también debe verse como un retrato de una juventud africana que busca nuevos horizontes.
 El filme ganó varios premios en el Festival de Cine de Venecia. 
A República di Mininus o La République des enfants (2012) fue la siguiente película de Flora Gomes. La acción transcurre en un pequeño país imaginario de África que es abandonado por los adultos y que al ser organizado por los niños se convierte en una nación próspera, pero sus habitantes no crecen más.
.

## Filmografía
Director
- A República di Mininus (2012)
- As Duas Faces da Guerra  (documental, 2007) (codirector)
- Nha fala (2002)
- Un poco de sangre (1996)
- A Mascara (cortometraje documental, 1995)
- Udju Azul di Yonta (1992)
- Mortu Nega (1988)
- Anos no Oça Luta (cortometraje documental, 1978) codirector
- A Reconstrução (mediometraje documental, 1978) codirector
- O Regresso de Cabral (cortometraje documental, 1976)

Guionista
- A República di Mininus (2012)
- Nha fala (2002)
- Un poco de sangre (1996)
- Udju Azul di Yonta (1992)
- Mortu Nega (1988)

Actor
- Mortu Nega (1988)

Como él mismo
- Flora Gomes, Identificação de um País  (documental, 1995)

## Televisión
Como él mismo
- Janela Indiscreta (serie, 2013) 1 episodio
- Le cercle de minuit (serie, 1996) 1 episodio

## Premios y candidaturas
Estas son las candidaturas a premios de Flora Gomes y su obra así como los premios obtenidos:
Festival de Cine de Cannes de 1996
- Un poco de sangre nominada al Premio Palma de Oro
- Un poco de sangre nominada al Gran Premio
- Un poco de sangre nominada al Premio del Jurado
- Un poco de sangre nominada al Premio a la Mejor Dirección
- Un poco de sangre nominada al Premio Ecuménico
- Un poco de sangre nominada al Premio Especial del Jurado

Festival de cine de Cartago
- Un poco de sangre ganador del Premio Tanit de Plata, segundo premio a la Mejor Película 1996.
- Edna Evora ganadora del Premio a la Mejor Actriz 1996 por Un poco de sangre

Festival Internacional de Cine de Amiens
- Flora Gomes ganador del Premio Unicornio de Oro 2009 a la trayectoria
- Nha fala ganadora del Premio de la ciudad de Amiens 2002
- Nha fala ganadora del Premio Signis 2002

Caminos del Cine Portugués de Coímbra -Coimbra Caminhos do Cinema Português- 2003
- Nha fala ganadora del Premio del Público 2002
- Nha fala ganadora del Premio Especial del Jurado a la Mejor Película 2002

Festival Panafricano de Cine y Televisión de Uagadugú 2003
- Nha fala ganadora del Premio de la ciudad de Uagadugú

Festival Internacional de Cine de Salónica 1992
- Udju Azul di Yonta ganador del Premio Alejandro de Plata

Festival de Cine de Venecia 2002
- Nha fala ganadora del Premio Linterna Mágica
- Nha fala nominada al Premio León de Oro
- Mortu Nega ganadora de una Mención Especial del Premio C.I.C.A.E. 1988
- Mortu Nega ganadora de una Mención Especial del Premio Elvira Notari 1988

Fin de Semana de Cine Internacional de Würzburg -Würzburg International Filmweekend-
- Udju Azul di Yonta ganador del Premio del Público 1994